# 周公
周公（しゅうこう）は、周代の畿内諸侯（邦君）の称号。武王の弟である周公旦を初代とする。周公の一族は召公や毛伯らと周王朝の有力政治家を輩出した。

## 歴代君主
1. 周公旦
2. 平公君陳

- 定公
- 周公黒肩
- 周公孔
- 周公忌父
- 周公閲
- 周公楚